# Richard Curtis
Pour les articles homonymes, voir Curtis.
Richard Curtis est un réalisateur, scénariste, producteur et écrivain néo-zélando-britannique, né le 8 novembre 1956 à Wellington (Nouvelle-Zélande). Il est devenu britannique par naturalisation.
Il est surtout célèbre pour avoir écrit plusieurs comédies romantiques ayant connu un succès à la fois critique et commercial : Quatre Mariages et un enterrement (1994), Coup de foudre à Notting Hill (1999), Le Journal de Bridget Jones (2001) et sa suite, Bridget Jones : L'Âge de raison (2004), et Love Actually (2003). Tous ces films ont un interprète commun : l'acteur britannique Hugh Grant. Comme réalisateur, il a notamment dirigé Love Actually et Good Morning England.
Il a également écrit des livres pour enfants, qu'il a ensuite adapté pour un film d'animation : Ce Noël-là.

## Biographie

### Jeunesse et débuts télévisuels
Richard Curtis est né en 1956 en Nouvelle-Zélande, de parents australiens mais a grandi dans diverses parties du monde, et notamment à Manille (Philippines) et Stockholm (Suède) car son père, important dirigeant de la firme Unilever, était souvent muté pour des raisons professionnelles.
Il est arrivé en Grande-Bretagne à l'âge de 11 ans, et a fait des études d'anglais (langue et littérature) à l'université d'Oxford. C'est là qu'il a rencontré celui qui deviendra son partenaire d'écriture privilégié, Rowan Atkinson, le futur Mr Bean. Leur carrière commence sur BBC Two, chaîne pour laquelle ils écrivent la série Not the Nine O'Clock News, après avoir été remarqués lors d'un spectacle donné au Festival d'Édimbourg. Si le souhait de Richard Curtis était au départ de devenir acteur — il ne s'est tourné vers l'écriture que pour pouvoir s'écrire des rôles —, son activité de scénariste devient prééminente. 
Ainsi, le duo continue avec l'écriture de la série La Vipère noire (Blackadder), interprétée par Rowan Atkinson, qui est primée en Grande-Bretagne ainsi qu'aux États-Unis — un épisode a spécialement été écrit pour être diffusé au London Millenium Dome pour le passage à l'an 2000. C'est également ensemble qu'ils créent le personnage de Mr Bean, et Richard Curtis écrit plusieurs épisodes de la série.

### Scénariste de cinéma à succès dans les années 1980 et 1990

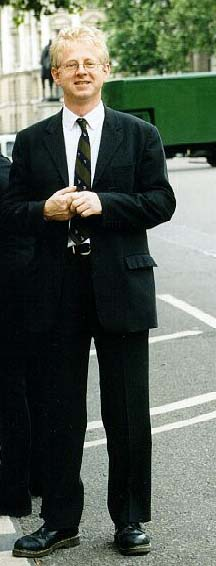
Le scénariste à Londres en 1999, l'année de sortie de Coup de foudre à Notting Hill.

Dans les années 1980, il commence à écrire pour le cinéma. Le premier film important dont il écrit le scénario est The Tall Guy, qui est aussi le premier rôle au cinéma de la jeune Emma Thompson. Ce film marque aussi le début de ce qui devient ensuite le genre de prédilection du scénariste : la comédie romantique. 
Mais le succès international n'arrive qu'en 1994 avec Quatre Mariages et un enterrement, à l'époque film le plus rentable du cinéma compte tenu de sa mise de départ — il a depuis été devancé par Le Projet Blair Witch. Ce film est aussi la première collaboration de Curtis et de Hugh Grant, qui devient son acteur « fétiche ». 
En 1997, il coécrit avec Rowan Atkinson le scénario du film Bean, l'adaptation au cinéma de la série télévisée, qui est un succès commercial. Puis en 1999, il revient à la comédie romantique pour une nouvelle réussite critique et commerciale mondiale, Coup de foudre à Notting Hill. Cette fois, Hugh Grant est opposé à la star hollywoodienne Julia Roberts.
Troisième succès en 2001 pour une nouvelle adaptation, la comédie romantique Le Journal de Bridget Jones, dont il coécrit le script avec l'auteur du roman original, Helen Fielding.

### Passage à la réalisation puis diversification dans les années 2000
La fin de l'année 2003 est marquée par la sortie de la comédie romantique chorale Love Actually. Il s'agit de la première réalisation du scénariste, qui réunit une pléiade d'acteurs britanniques. Fidèle à son alternance, il cosigne ensuite une adaptation : la suite Bridget Jones : L'Âge de raison, qui réunit le casting du premier film.
Le scénariste passe ensuite à la télévision pour conter une nouvelle histoire d'amour : dans The Girl in the Cafe, Kelly Macdonald a pour partenaire Bill Nighy, devant la caméra de David Yates.
Il part ensuite aux États-Unis pour cocréer avec Anthony Minghella la minisérie dramatique L'Agence no 1 des dames détectives, une adaptation des romans d'Alexander McCall Smith pour la chaîne HBO, diffusée entre 2008 et 2009.
À nouveau en 2009, Curtis s'essaye à la réalisation pour réunir Philip Seymour Hoffman, Nick Frost, Bill Nighy et Rhys Ifans dans Good Morning England, comédie sur l'histoire de Radio Rock, une des nombreuses stations de radio pirate des années 1960 en Grande-Bretagne. Il s'agit aussi de sa deuxième collaboration avec Bill Nighy et Emma Thompson, déjà tous deux présents dans Love Actually.
Il conclut la décennie en écrivant un épisode de la série télévisée fantastique Doctor Who, diffusé en 2010, intitulé Vincent et le Docteur. Puis il est coscénariste de la production hollywoodienne Cheval de guerre, réalisée par Steven Spielberg.

### Retour à la romance dans les années 2010

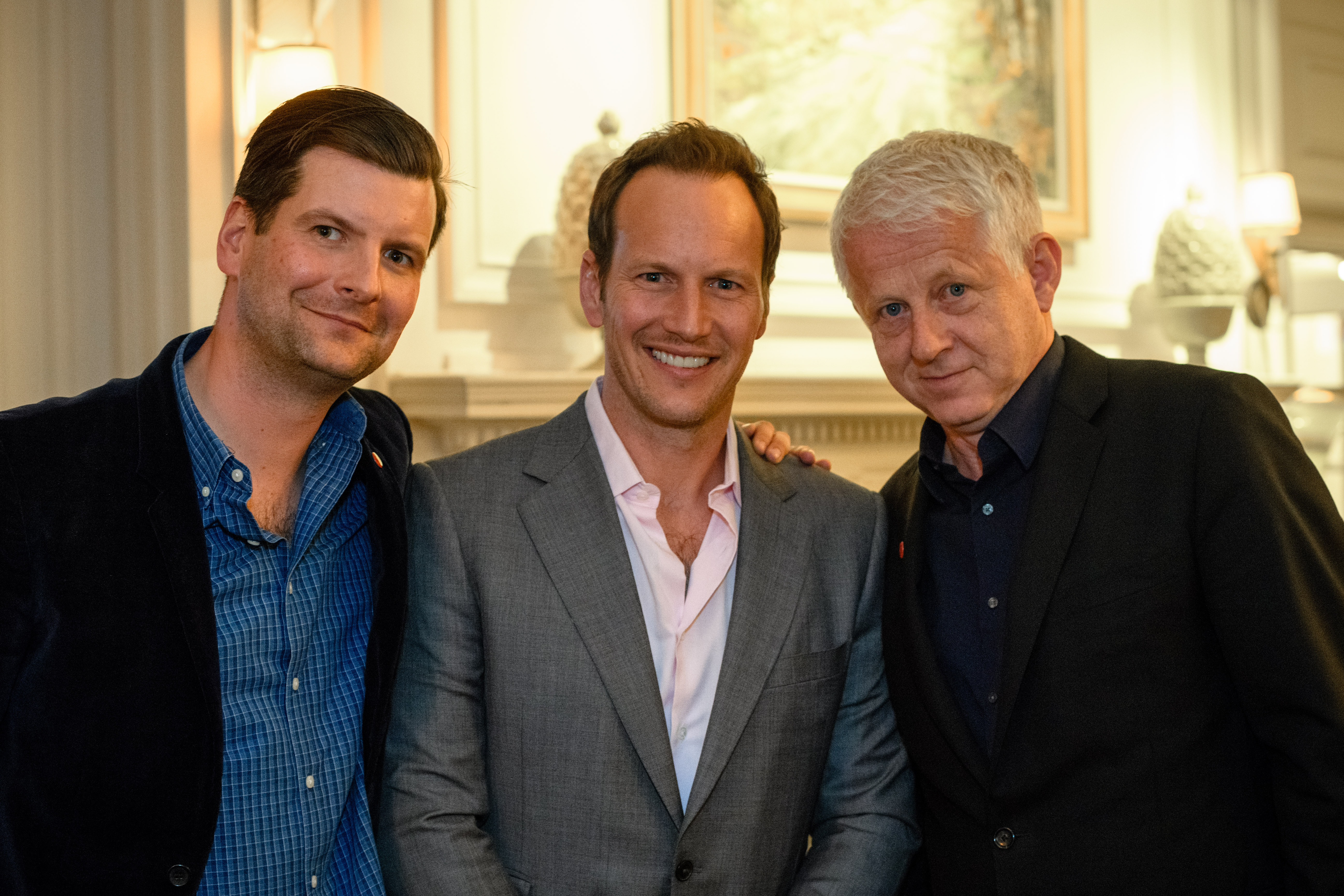
Le cinéaste aux côtés de l'acteur Patrick Wilson au MontClair Film Festival 2016, pour la présentation de Red Nose Day Actually.

Il confirme en 2013 en collaborant de nouveau avec HBO en écrivant le téléfilm dramatique Mary et Martha : Deux Mères courage, porté par Hilary Swank, puis en signant son troisième long-métrage comme scénariste et réalisateur, la comédie romantico-fantastique Il était temps (About Time). Le réalisateur retrouve pour une quatrième fois Bill Nighy et dirige pour la première fois l'actrice canadienne Rachel McAdams. Le long-métrage lui vaut notamment d'être primé au Festival international du film de Saint-Sébastien, recevant le prix du public du meilleur film européen.
Il cosigne ensuite plusieurs scripts pour des réalisateurs britanniques : celui du film indépendant Trash (2014), mis en scène par Stephen Daldry ; celui du téléfilm romantique Un amour de tortue (2015), avec Judi Dench et Dustin Hoffman ; il écrit et réalise aussi un court-métrage pour la télévision anglaise, servant d'épilogue à Love Actually, intitulé Red Nose Day Actually (2017).
Il revient au cinéma à la fin de la décennie en co-écrivant le script de la comédie dramatique musicale Mamma Mia! Here We Go Again (2018), puis est le scénariste de l'histoire d'amour du film Yesterday (2019) réalisé par Danny Boyle, imaginant un monde où les Beatles n'auraient jamais existé.
En 2024, il coécrit le film d'animation Ce Noël-là, en adaptant des ouvrages pour enfants qu'il a publiés précédemment avec l'illustratrice Rebecca Cobb (en).

## Vie personnelle
Richard Curtis vit à Londres. Il est marié à Emma Freud (en), présentatrice de télévision en Angleterre et arrière-petite-fille de Sigmund Freud. Ils ont trois enfants.

## Filmographie

### Scénariste

#### Cinéma

##### Longs métrages
- 1989 : The Tall Guy de Mel Smith
- 1994 : Quatre Mariages et un enterrement (Four Weddings and a Funeral) de Mike Newell
- 1997 : Bean de Mel Smith (coscénariste avec Rowan Atkinson)
- 1999 : Coup de foudre à Notting Hill (Notting Hill) de Roger Michell
- 2001 : Le Journal de Bridget Jones de Sharon Maguire (coscénariste avec Helen Fielding et Andrew Davies)
- 2003 : Love Actually de lui-même
- 2004 : Bridget Jones : L'Âge de raison  (Bridget Jones: The Edge of Reason) de Beeban Kidron (coscénariste avec Helen Fielding, Andrew Davies et Adam Brooks)
- 2009 : Good Morning England (The Boat That Rocked) de lui-même
- 2011 : Cheval de guerre (War Horse) de Steven Spielberg (coscénariste avec Lee Hall)
- 2013 : Il était temps (About Time) de lui-même
- 2014 : Favelas (Trash) de Stephen Daldry
- 2018 : Mamma Mia! Here We Go Again d'Ol Parker (histoire avec Catherine Johnson et Ol Parker)
- 2019 : Yesterday de Danny Boyle
- 2024 : Ce Noël-là (That Christmas) de Simon Otto - coscénariste, d'après ses propres ouvrages pour enfants

##### Courts métrages
- 1983 : Dead on Time de Lyndall Hobbs (coscénariste avec Rowan Atkinson)
- 2010 : No Pressure de Dougal Wilson (coscénariste avec Franny Armstrong)

#### Télévision

##### Téléfilms
- 1991 : Bernard and the Genie de Paul Weiland
- 2005 : Rencontre au sommet (The Girl in the Café) de David Yates
- 2007 : Pouvoir et séduction (Frühstück mit einer Unbekannten) de Maria von Heland (coscénariste avec Martin Rauhaus)
- 2013 : Mary et Martha : Deux Mères courage (Mary and Martha) de Phillip Noyce
- 2015 : Un amour de tortue (Roald Dahl's Esio Trot) de Dearbhla Walsh

##### Séries télévisées
- 1979-1982 : Not the Nine O'Clock News (seize épisodes)
- 1983-1989 : La Vipère noire (Blackadder) (vingt-sept épisodes)
- 1984-1986 : Spitting Image (douze épisodes)
- 1994-2007 : The Vicar of Dibley (vingt-quatre épisodes)
- 2008 : L'Agence no 1 des dames détectives (The No. 1 Ladies' Detective Agency)
- 2010 : Doctor Who  (Vincent et le Docteur, épisode 10 saison 5)

##### Courts métrages spéciaux
- 2017 : Red Nose Day Actually (en) (Love Actually 2) de Mat Whitecross en coréalisation
- 2019 : One Red Nose Day and a Wedding (en) (Quatre Mariages et un enterrement 2) de Mike Newell

### Réalisateur
- 2003 : Love Actually
- 2009 : Good Morning England
- 2013 : Il était temps (About Time)

## Publications
Ouvrages pour enfants :
- The Empty Stocking, illustrations de Rebecca Cobb (en), éd. Puffin, 2013
- Snow Day, illustrations de Rebecca Cobb, éd. Puffin, 2015
- That Christmas, illustrations de Rebecca Cobb, éd. Puffin, 2020

## Distinctions
- 1995 : nomination à l'Oscar du meilleur scénario original pour Quatre Mariages et un enterrement
- 1995 : nomination au Golden Globes et au BAFTA du meilleur scénario pour Quatre Mariages et un enterrement
- 2004 : nomination au prix du cinéma européen du meilleur réalisateur pour Love Actually (prix du public)
- 2004 : nominations aux Golden Globes du meilleur film (comédie) et du meilleur réalisateur pour Love Actually